# Port lotniczy John A. Osborne
Port lotniczy John A. Osborne – jedyny port lotniczy Montserratu – brytyjskiej posiadłości na Karaibach.

## Linie lotnicze i połączenia
| Linia lotnicza         | Kierunek |
| ---------------------- | --- |
| BMN Air                | 1. Antigua Czartery: 1. Barbuda |
| FlyMontserrat          | 1. Antigua Czartery: 1. / Anguilla 2. Barbados 3. Barbuda 4. Castries 5. Canefield 6. Roseau 7. Martynika 8. Nevis 9. Pointe-à-Pitre 10. Saint-Barthélemy 11. / Sint Eustatius 12. Saint Kitts 13. / Sint Maarten 14. Saint Vincent 15. / Tortola 16. Vieux Fort |
| Trans Anguilla Airways | Czartery: 1. / Anguilla |